# St. Andreas (Eschweiler)
Koordinaten: 51° 2′ 57″ N, 6° 7′ 35″ O
Die römisch-katholische Kirche St. Andreas befindet sich im Ortsteil Eschweiler der Stadt Heinsberg in Nordrhein-Westfalen. 

## Lage
Die Kirche steht zusammen mit dem Pfarrhaus in Eschweiler am Kapellenring. An der Ostseite der Kirche befindet sich der freistehende Kirchturm.

## Geschichte
Eine 1764 erbaute Kapelle wurde 1873/74 und 1892 erweitert. Nach der Errichtung eines eigenen Rektorates im Jahre 1954 und der damit erfolgten Gebietserweiterung reichte der Platz in der Kapelle nicht mehr aus. Nach den Bauplänen von Architekt Heinz Tillmanns aus Erkelenz entschloss man sich zum Neubau einer Kirche. Am 17. Juni 1957 wurde die Kapelle abgerissen. Die feierliche Weihe der neuen Kirche war am 30. August 1959. 

## Architektur
Die Saalkirche ist ein Backsteinbau in nord-südlicher Ausrichtung. Der Altarraum ist leicht gebogen und besitzt wie die Kirche eine flache Holzdecke. An der linken Seite des Altarraumes steht die Sakristei, daran anschließend der vierseitige Turm mit einer hohen Pyramide als Helm.

## Ausstattung
- Die Orgel mit 22 Registern, mit elektro-pneumatischer Traktur aus dem Jahre 1960, wurde von der Fa. Orgelbau Fleiter aus Münster gebaut.
- Im Kirchturm befinden sich vier Glocken aus dem Jahre 1962.[1]
- Die Kirche besitzt eine Buntverglasung.[2]
- In der Kirche steht ein Altar aus Marmor aus dem Jahre 1959, ein Taufbecken aus Sandstein aus 1959 und mehrere Heiligenfiguren.

## Glocken
| Name      | Schlagton | Gießer                | Gussjahr |
| --------- | --------- | --------------------- | -------- |
| 1. Glocke | f¹        | Fa. Mark, Brockscheid | 1962     |
| 2. Glocke | as¹       | Fa. Mark, Brockscheid | 1962     |
| 3. Glocke | b¹        | Fa. Mark, Brockscheid | 1962     |
| 4. Glocke | des²      | Fa. Mark, Brockscheid | 1962     |

Motiv: „Idealquartett“